# Dillian Whyte
Dillian Whyte (* 11. April 1988 in Port Antonio, Jamaika) ist ein britischer Profiboxer jamaikanischer Herkunft im Schwergewicht.

## Beginn der Kampfsportkarriere
Whyte begann seine Kampfsportkarriere mit Kickboxen, gewann 20 von 21 Kämpfen, wurde dabei Britischer Meister des Verbandes BIKMA und erkämpfte einen Europameistertitel im K-1. Darüber hinaus bestritt er 2008 einen MMA-Kampf für die Organisation UCMMA und gewann das Duell vorzeitig in der ersten Runde. Erst im Alter von 20 Jahren wechselte er zum Amateurboxsport und schlug in seinem ersten Kampf, den er im Februar 2009 in London bestritt, den späteren Olympiasieger Anthony Joshua. Weil Whyte bereits als Profi bei den Kickboxern angetreten war, kam es zu einer Sperre durch den britischen Amateurboxverband ABA, weshalb Whyte nach nur sieben Amateurkämpfen in den Profiboxsport wechselte.

## Profiboxkarriere
Betreut von seinem Amateurtrainer Chris Okoh, der ihn auch bis 2015 bei den Profis trainierte, sowie beim Promoter Frank Maloney unter Vertrag stehend, gewann er sein Profidebüt am 13. Mai 2011.
Whyte blieb in acht Kämpfen ungeschlagen, ehe seine Karriere nach einem weiteren gewonnenen Kampf im Oktober 2012 gegen den Ungar Sándor Balogh einen Rückschlag erlitt, nachdem er positiv auf die verbotene Substanz Methylhexanamin (MHA) getestet worden war, worauf eine zweijährige Wettkampfsperre bis Oktober 2014 folgte. Whyte, welcher laut eigener Aussage die Substanz unwissentlich über ein rezeptfreies Nahrungsergänzungsmittel eingenommen habe, legte Berufung ein, welche jedoch vom Berufungsgremium der Anti-Doping Agentur UKAD, mit dem Verweis auf die Gefahren der Einnahme von MHA-haltigen Nahrungsergänzungsmitteln durch Sportler, abgewiesen wurde.
Nach dem Ende seiner Sperre siegte er in sieben weiteren Kämpfen vorzeitig innerhalb von vier Runden, darunter gegen die Brasilianer Marcelo Nascimento und Irineu Costa, sowie gegen den US-Amerikaner Brian Minto.
Ungeschlagen in 16 Kämpfen, von denen er 13 vorzeitig beendet hatte, boxte er am 12. Dezember 2015 in der Londoner O2 Arena gegen den ebenfalls ungeschlagenen Anthony Joshua (Bilanz: 14-0, 14 K.o.), den er 2009 bei den Amateuren noch besiegt hatte. Im Kampfverlauf, der von Joshua über weite Strecken dominiert wurde, verlor Whyte nach einem schweren Niederschlag in der siebenten Runde durch TKO. Nach dieser Niederlage kehrte Whyte, auch aufgrund einer Schulteroperation, erst im Juni 2016 in den Ring zurück und gewann bis Jahresende vier Kämpfe gegen den Kroaten Ivica Bacurin, sowie seine Landsmänner David Allen, Ian Lewison und Derek Chisora.
2017 bezwang er den US-Amerikaner Malcolm Tann und den Finnen Robert Helenius (25-1), ehe er 2018 auch den Australier Lucas Browne (25-0), den Neuseeländer Joseph Parker (24-1) und in einem Rückkampf Derek Chisora besiegen konnte.
Im Juli 2019 wurde er mit einem weiteren Sieg gegen den Kolumbianer Óscar Rivas (26-0) WBC-Interimsweltmeister im Schwergewicht und Pflichtherausforderer von WBC-Titelträger Deontay Wilder, zudem siegte er im Dezember 2019 auch gegen den Polen Mariusz Wach.
Am 22. August 2020, nachdem ein Kampf mit Wilder nicht zustande gekommen war, boxte er in Brentwood gegen den Russen Alexander Powetkin. Whyte beherrschte den Kampf und erzielte in der vierten Runde zwei Niederschläge, ehe er selbst in der fünften Runde durch einen Aufwärtshaken zu Boden ging und durch Knockout verlor. Den Rückkampf gegen Powetkin gewann er dann am 27. März 2021 in Gibraltar durch TKO in der vierten Runde. Durch diesen Sieg konnte er am 23. April 2022 doch noch um den WBC-Weltmeistertitel im Schwergewicht antreten, verlor den Kampf jedoch in London durch TKO in der sechsten Runde gegen Tyson Fury (31-0), der im Februar 2020 Wilder entthront und auch in einem Rückkampf besiegt hatte.
Seinen nächsten Kampf gewann Whyte im November 2022 gegen Jermaine Franklin (21-0). Ein geplantes zweites Aufeinandertreffen mit Anthony Joshua im August 2023 wurde abgesagt, nachdem im Zuge eines Dopingtests bei Whyte, nachteilige Analyseergebnisse festgestellt worden waren. Aufgrund der Feststellung, dass die Analyseergebnisse auf ein kontaminiertes Nahrungsergänzungsmittel, dessen Inhaltsstoffe Whyte unwissend eingenommen hatte, zurückzuführen waren, wurde seine vorübergehende Kampfsperre im März 2024 wieder aufgehoben.
Seinen nächsten Kampf bestritt er noch im März 2024 gegen den gebürtigen Rumänen Christian Hammer und gewann vorzeitig in der dritten Runde, während er im Dezember 2024 ebenfalls vorzeitig gegen Ebenezer Tetteh gewann.
Am 16. August 2025 verlor er dann durch TKO in Runde 1 gegen seinen Landsmann Moses Itauma.

## Liste der Profikämpfe
| 31 Siege (21 K.-o.-Siege), 4 Niederlagen, 0 Unentschieden |               |                                                 | |                                               |
| Jahr                                                      | Tag           | Ort                                             | Gegner | Ergebnis für Whyte                            |
| 2011                                                      | 13. Mai       | Medway Park, Gillingham, Großbritannien         | Tayar Mehmed Profidebüt | Punktsieg / 4 Runden                          |
| 2011                                                      | 16. September | The Coronet, London, Großbritannien             | Remigijus Ziausys | Punktsieg / 4 Runden                          |
| 2011                                                      | 3. Dezember   | York Hall, London, Großbritannien               | Toni Visic | Sieg / TKO 3. Runde                           |
| 2012                                                      | 21. Januar    | Liverpool Olympia, Liverpool, Großbritannien    | Hastings Rasani | Punktsieg / 4 Runden                          |
| 2012                                                      | 2. März       | Troxy, London, Großbritannien                   | Kristian Kirilov | Sieg / TKO 1. Runde                           |
| 2012                                                      | 19. Mai       | Aintree Racecourse, Liverpool, Großbritannien   | Zurab Noniashvili | Sieg / TKO 1. Runde                           |
| 2012                                                      | 7. Juli       | York Hall, London, Großbritannien               | Gabor Farkas | Sieg / KO 2. Runde                            |
| 2012                                                      | 15. September | York Hall, London, Großbritannien               | Mike Holden | Sieg / TKO 3. Runde                           |
| 2012                                                      | 13. Oktober   | Bluewater, Stone, Großbritannien                | Sandor Balogh | Sieg / TKO 4. Runde                           |
| 2014                                                      | 21. November  | Camden Centre, London, Großbritannien           | Ante Verunica | Sieg / TKO 2. Runde                           |
| 2014                                                      | 28. November  | Camden Centre, London, Großbritannien           | Tomas Mrazek | Sieg / TKO 3. Runde                           |
| 2014                                                      | 20. Dezember  | City Hall, Hull, Großbritannien                 | Kamil Sokolowski | Sieg / TKO 3. Runde                           |
| 2015                                                      | 7. Februar    | Camden Centre, London, Großbritannien           | Marcelo Nascimento | Sieg / KO 2. Runde                            |
| 2015                                                      | 28. Februar   | Odyssey Arena, Belfast, Großbritannien          | Beka Lobjanidze | Sieg / KO 4. Runde                            |
| 2015                                                      | 1. August     | Craven Park, Hull, Großbritannien               | Irineu Beato Costa Junior | Sieg / KO 1. Runde                            |
| 2015                                                      | 12. September | The O2, London, Großbritannien                  | Brian Minto | Sieg / TKO 3. Runde                           |
| 2015                                                      | 12. Dezember  | The O2, London, Großbritannien                  | Anthony Joshua WBC-International Schwergewicht-Meisterschaft Commonwealth-Schwergewicht-Meisterschaft BBBofC-Britische Schwergewicht-Meisterschaft | Niederlage / TKO 7. Runde                     |
| 2016                                                      | 25. Juni      | The O2, London, Großbritannien                  | Ivica Bacurin | Sieg / KO 6. Runde                            |
| 2016                                                      | 30. Juli      | First Direct Arena, Leeds, Großbritannien       | David Allen WBC-International Schwergewicht-Meisterschaft                                                                                          | Punktsieg (einstimmig) / 10 Runden            |
| 2016                                                      | 7. Oktober    | The SSE Hydro, Glasgow, Großbritannien          | Ian Lewison BBBofC-Britische Schwergewicht-Meisterschaft                                                                                           | Sieg / Aufgabe 10. Runde                      |
| 2016                                                      | 10. Dezember  | Manchester Arena, Manchester, Großbritannien    | Dereck Chisora | Punktsieg (geteilte Entscheidung) / 12 Runden |
| 2017                                                      | 19. August    | Pinnacle Bank Arena, Lincoln, USA               | Malcolm Tann | Sieg / TKO 3. Runde                           |
| 2017                                                      | 28. Oktober   | Principality Stadium, Cardiff, Großbritannien   | Robert Helenius WBC-Silber Schwergewicht-Meisterschaft                                                                                             | Punktsieg (einstimmig) / 12 Runden            |
| 2018                                                      | 24. März      | The O2, London, Großbritannien                  | Lucas Browne WBC-Silber Schwergewicht-Titelverteidigung                                                                                            | Sieg / KO 6. Runde                            |
| 2018                                                      | 28. Juli      | The O2, London, Großbritannien                  | Joseph Parker WBC-Silber Schwergewicht-Titelverteidigung WBO-International Schwergewicht-Meisterschaft                                             | Punktsieg (einstimmig) / 12 Runden            |
| 2018                                                      | 22. Dezember  | The O2, London, Großbritannien                  | Dereck Chisora WBC-Silber Schwergewicht-Titelverteidigung WBO-International Schwergewicht-Titelverteidigung                                        | Sieg / KO 11. Runde                           |
| 2019                                                      | 20. Juli      | The O2, London, Großbritannien                  | Óscar Rivas WBC-Interim Schwergewicht-Weltmeisterschaft                                                                                            | Punktsieg (einstimmig) / 12 Runden            |
| 2019                                                      | 7. Dezember   | Diriyah Arena, Diriyah, Saudi-Arabien           | Mariusz Wach | Punktsieg (einstimmig) / 10 Runden            |
| 2020                                                      | 22. August    | Matchroom Fight Camp, Brentwood, Großbritannien | Alexander Powetkin WBC-Interim Schwergewicht-Titelverteidigung                                                                                     | Niederlage / KO 5. Runde                      |
| 2021                                                      | 27. März      | Europa Sports Park, Gibraltar, Gibraltar        | Alexander Powetkin WBC-Interim Schwergewicht-Weltmeisterschaft                                                                                     | Sieg / TKO 4. Runde                           |
| 2022                                                      | 23. April     | Wembley-Stadion, London, Großbritannien         | Tyson Fury WBC-Schwergewicht-Weltmeisterschaft | Niederlage / TKO 6. Runde                     |
| 2022                                                      | 26. November  | The SSE Arena Wembley, London, Großbritannien   | Jermaine Franklin | Punktsieg (Mehrheitsentscheidung) / 12 Runden |
| 2024                                                      | 17. März      | Europa Point Sports Complex, Gibraltar          | Christian Hammer | Aufgabe des Gegners (3. Runde)                |
| 2024                                                      | 15. Dezember  | TF Royal Theatre, Castlebar, Irland             | Ebenezer Tetteh | Aufgabe des Gegners (7. Runde)                |
| Quelle: Dillian Whyte in der BoxRec-Datenbank             |               |                                                 | |                                               |